# Saint-Jean-de-Blaignac
Saint-Jean-de-Blaignac egy francia település Gironde megyében az Aquitania régióban. Lakosainak száma 450 fő (2022. január 1.).

## Adminisztráció
Polgármesterek:
- 2001–2014 Didier Minard
- 2014–2020 Bernard Gauthier

## Demográfia
| Lakosok száma | 354  | 378  | 405  | 374  | 471  | 449  | 440  | 463  | 459  | 450  |
|               | 1968 | 1982 | 1990 | 2006 | 2013 | 2015 | 2017 | 2019 | 2020 | 2022 |